# アナクレオン体
アナクレオン体（-たい、またはアナクレオン律、Anacreontics）とは、恋愛と酒について歌う気楽な抒情詩小品のことを指す。名前の由来は古代ギリシアの詩人アナクレオン（Anacreon）である。
この語が英語にはじめて現れたのは、エイブラハム・カウリーが1656年に使った時だった。カウリーは自分の詩集の一セクションを「anacreontiques（アナクレオンティック）」と名付けた。アナクレオンが書いたとされるものを、ギリシャ語の韻律を再現していると言われる英語の一般的な韻律を使ってパラフレーズしたものだからという理由である。
その半世紀後、この詩形が大いに洗練された時、ジョン・フィリップス（en:John Phillips (author)）が、アナクレオン体の詩行は「韻の音量（音節の母音の長短）のいかなる法則にも縛られず、7音節から成っていればいい」という恣意的な決まりを定めた。
18世紀、古物研究家のウィリアム・オールディス（en:William Oldys）は最も典型的なアナクレオン体の小品を作った。
"Busy, curious, thirsty fly,
Drink with me, and drink as I;
Freely welcome to my cup,
Could'st thou sip and sip it up.
Make the most of life you may;
Life is short and wears away."
（注：各行が7音節で押韻は「AA BB CC」になっている）
1800年、トマス・ムーアも典型的なアナクレオン体の性愛詩集を出版した。ムーアは、アナクレオン体の詩を書くには「アナクレオンが軽妙に仕上げてみせた、一見のところ無技巧な気楽さ」を再現する必要性があり、その加減を間違えるとしばしば微温的なつまらない詩になってしまうと説いた。さらにムーアは「アナクレオン体の宗教詩」など馬鹿げていると述べている。しかし実際には、何人ものギリシアのキリスト教詩人たち（とくにナジアンゾスのグレゴリオス、ダマスカスのヨハネ）がこの難題を成し遂げている。